# Basílica de Santa Agnès Extramurs

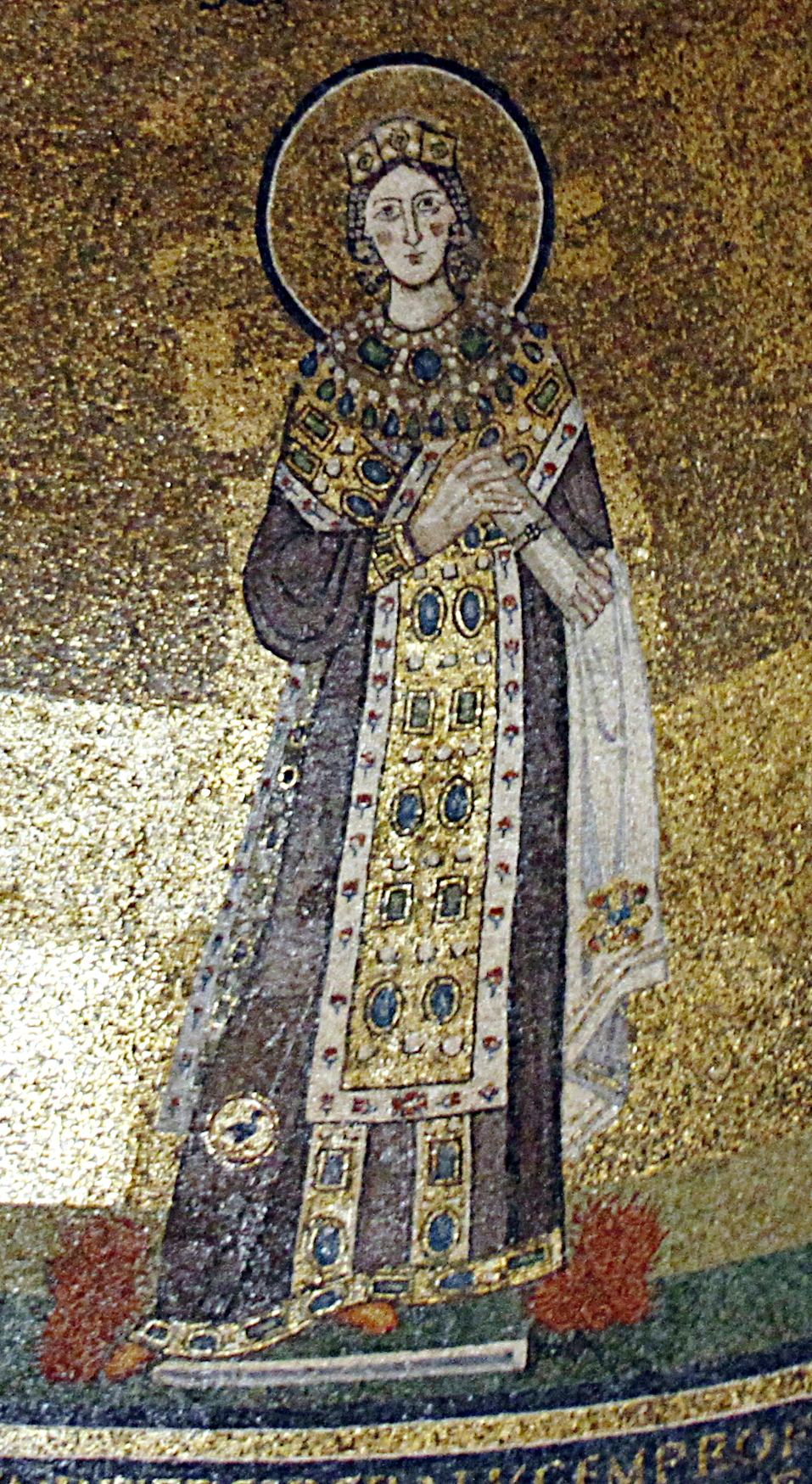
Mosaic representant a Santa Agnès, a l'absis de la basílica.

La basílica de Santa Agnès Extramurs (en italià, Sant'Agnese fuori le mura) és una església basilical de Roma, on se suposa que es guarden els ossos de santa Agnès. L'església es troba a la Via Nomentana a una certa distància fora de la muralla Aureliana que envolta la ciutat antiga. El nom permet distingir-la d'altres esglésies amb la mateixa advocació que hi ha, o hi havia, a Roma, estant la més famosa d'elles Santa Agnès in Agone (Sant'Agnese in Agone), edificada en el lloc de martiri de la santa. El complex religiós inclou aquesta basílica, unes catacumbes i el mausoleu de Santa Costanza.

## Història
L'actual església —pròpiament una basílica—, tal com la va reconstruir el papa Honori I a mitjan segle vii, s'alça sobre una catacumba del segle iv, un dels més importants complexos funeraris de Roma, amb més de 10 quilòmetres de galeries, dels quals solament un parell són accessibles. Al segle iv la suau roca va ser foradada prop de la tomba de santa Agnès per crear un lloc de reunió, probablement perquè la seva família celebrés l'aniversari de la seva mort. Les visites de la seva família i amics es van estendre aviat a altres persones a Roma, i el lloc va esdevenir un lloc de pelegrinatge.
Per a l'any 340, Costanza, filla de l'emperador Constantí i Fausta, va ampliar la zona subterrània i sobre un terreny familiar va construir un nou cementiri cobert de gran dimensió. Constantí I va construir un gran mausoleu cap al 350 sobre seu, que avui és conegut com el «mausoleu de Santa Costanza» —era venerada com una santa, encara que no l'ho era oficialment.
L'església de Santa Agnès construïda per orde de Constantí es va realitzar a un costat de la tomba de la màrtir. Té tres naus i a la part superior de les naus laterals té la galeria per a les dones, les columnes de separació de les naus són de diferents marbres amb diversos colors, amb capitells corintis. A l'absis es conserven mosaics provenients d'una reconstrucció realitzada pel papa Honori I a mitjan segle vii, on hi han representades tres figures aïllades en el centre corresponent a santa Agnès i als seus costats els papes Símmac I i Honori I, amb un fons daurat típic exemple de la influència romana d'Orient en aquesta arquitectura paleocristiana.
Durant els següents segles la basílica ha sofert diferents canvis i reformes. És en aquesta església on, el dia de Santa Agnès, 21 de gener, dos xais són especialment beneïts, normalment pel Papa després d'una gran missa pontifical; la seva llana és més tard teixida per fer un pal·li o estoles cerimonials, per a un arquebisbe metropolità acabat de nomenar, per simbolitzar la seva unió amb el Papat. L'església està actualment administrada pels canonges regulars de Sant Joan del Laterà.

## El títol cardenalici de Santa Agnès Extramurs
Sant'Agnese fuori le mura és un títol cardenalici, instituït pel Papa Innocenci X el 5 d'octubre de 1654 mitjançant el breu apostòlic Hodie in consistorio, per substituir el de Santa Agnès a Agone, suprimit per motius familiars.

### Titulars
- Baccio Aldobrandini (5 d'octubre de 1654 - 1 d'abril de 1658 nomenat cardenal prevere dei Santi Nereo e Achilleo)
- Girolamo Farnese (6 de maig de 1658 - 18 de febrer de 1668 mort)
- Vitaliano Visconti (18 de març de 1669 - 7 de setembre de 1671 mort)
- Vacant (1671 - 1672)
- Federico IV Borromeo (8 d'agost de 1672 - 18 de febrer de 1673 mort)
- Vacant (1673 - 1690)
- Toussaint de Forbin-Janson (10 de juliol de 1690 - 28 de setembre de 1693 nomenat cardenal prevere di San Callisto)
- Giambattista Spinola (20 de febrer de 1696 - 7 d'abril de 1698 nomenat cardenal prevere de Santa Maria in Trastevere)
- Vacant (1698 - 1706)
- Rannuzio Pallavicino (25 de juny de 1706 - 30 de juny de 1712 mort)
- Vacant (1712 - 1721)
- Giorgio Spinola (20 de gener de 1721 - 15 de desembre de 1734 nomenat cardenal prevere de Santa Maria in Trastevere)
- Serafino Cenci (27 de juny de 1735 - 24 de juny de 1740 mort)
- Filippo Maria de Monti (23 de setembre de 1743 - 10 d'abril de 1747 nomenat cardenal prevere di Santo Stefano al Monte Celio)
- Frédéric-Jérôme de La Rochefoucauld (15 de maig de 1747 - 29 d'abril de 1757 mort)
- Etienne-René Potier de Gesvres (2 d'agost de 1758 - 24 de juliol de 1774 mort)
- Vacant (1774 - 1778)
- Luigi Valenti Gonzaga (30 de març de 1778 - 29 de novembre de 1790 nomenat cardenal prevere dei Santi Nereo e Achilleo)
- Vacant (1790 - 1802)
- Giuseppe Maria Spina (24 de maig de 1802 - 21 de febrer de 1820 nomenat cardenal bisbe de Palestrina)
- Dionisio Bardaxí y Azara (27 de setembre de 1822 - 3 de desembre de 1826 mort)
- Ignazio Nasalli-Ratti (17 de setembre de 1827 - 2 de desembre de 1831 mort)
- Vacant (1831 - 1833)
- Filippo Giudice Caracciolo, Orat. (30 de setembre de 1833 - 29 de gener de 1844 mort)
- Hugues-Robert-Jean-Charles de La Tour d'Auvergne-Lauraquais (16 d'abril de 1846 - 20 de juliol de 1851 mort)
- Girolamo d'Andrea (18 de març de 1852 - 28 de setembre de 1860 nomenat cardenal bisbe de Sabina); in commendam (28 de setembre de 1860 - 14 de maig de 1868 mort)
- Lorenzo Barili (24 de setembre de 1868 - 8 de març de 1875 mort)
- Pietro Gianelli (31 de març de 1875 - 5 de novembre de 1881 mort)
- Charles-Martial-Allemand Lavigerie (3 de juliol de 1882 - 25 de novembre de 1892 mort)
- Georg von Kopp (19 de gener de 1893 - 4 de març de 1914 mort)
- Károly Hornig (28 de maig de 1914 - 9 de febrer de 1917 mort)
- Adolf Bertram (18 de desembre de 1919 - 6 de juliol de 1945 mort)
- Samuel Alphonsius Stritch (22 de febrer de 1946 - 26 de maig de 1958 mort)
- Carlo Confalonieri (18 de desembre de 1958 - 15 de març de 1972 nomenat cardenal bisbe de Palestrina)
- Louis-Jean-Frédéric Guyot (5 de març de 1973 - 1 d'agost de 1988 mort)
- Camillo Ruini, des del 28 de juny de 1991